# 1964年の日本公開映画
- 映画 > 映画の一覧 > 年度別日本公開映画 > 1964年の日本公開映画
- 映画 > 1964年の映画 > 1964年の日本公開映画

1964年の日本公開映画（1964ねんのにほんこうかいえいが）では、1964年（昭和39年）1月1日から同年12月31日までに日本で商業公開された映画の一覧を記載。作品名の右の丸括弧内は製作国を示す。
記載の凡例については年度別日本公開映画#凡例を参照

## 作品一覧

### 1月
- 1日
  - 続・拝啓天皇陛下様 （ 日本）
  - 東京ギャング対香港ギャング （ 日本）
  - 宮本武蔵 一乗寺の決斗 （ 日本）
  - モンローのような女 （ 日本）
- 3日
  - 赤いハンカチ （ 日本）
  - 社長紳士録 （ 日本）
  - 士魂魔道 大龍巻 （ 日本）
- 5日
  - ナイスガイ・ニューヨーク （ アメリカ合衆国）
- 9日
  - 温泉女医 （ 日本）
  - 眠狂四郎勝負 （ 日本）
- 15日
  - 喜劇 駅前女将 （ 日本）
  - 道場破り （ 日本）
  - 馬鹿まるだし （ 日本）
  - 乱れる （ 日本）
- 18日
  - 山猫 （ イタリア /  フランス）

### 2月
- 1日
  - 男嫌い （ 日本）
  - 恐怖の時間 （ 日本）
  - 突然炎のごとく （ フランス）
  - パリが恋するとき （ アメリカ合衆国）
- 8日
  - 逆転 （ アメリカ合衆国）
  - 花と怒濤 （ 日本）
  - マクリントック （ アメリカ合衆国）
- 12日
  - ミスター・ジャイアンツ 勝利の旗 （ 日本）
- 14日
  - 国際秘密警察 虎の牙 （ 日本）
- 15日
  - アルゴ探検隊の大冒険（ イギリス /  アメリカ合衆国）
  - 殺られる前に殺れ （ 日本）
- 24日
  - 逆襲!大平原 （ イタリア）
- 27日
  - ニューマンという男 （ アメリカ合衆国）
- 29日
  - 今日もわれ大空にあり （ 日本）
  - 続・社長紳士録 （ 日本）

### 3月
- 14日
  - 浅草の灯 踊子物語 （ 日本）
  - 座頭市千両首 （ アメリカ合衆国）
  - 仲間たち （ 日本）
  - 難破船 （ アメリカ合衆国）
- 20日
  - 暗殺5時12分 （ アメリカ合衆国）
  - こんにちは赤ちゃん （ 日本）
  - 続・若い季節 （ 日本）
- 21日
  - アカプルコの海 （ アメリカ合衆国）
- 22日
  - 狼少年ケン アラビアの怪人 魔の岩の決闘 （ 日本）
  - 西遊記 （ 日本）
- 28日
  - 狼少年ケン トーテンポールの魔人 ピストル騒動 （ 日本）
  - 隠密剣士（ 日本）

### 4月
- 4日
  - 俺は知らない （ フランス /  イタリア）
- 5日
  - ならず者 （ 日本）
- 12日
  - 血だらけの惨劇（ アメリカ合衆国）
  - 帝銀事件 死刑囚 （ 日本）
- 14日
  - 砂の女（ 日本）‐ 同年2月15日に限定先行公開。
  - 女房は生きていた（ アメリカ合衆国）
- 18日
  - ああ爆弾 （ 日本）
  - 昨日消えた男 （ 日本）
  - 007/危機一発 （ イギリス /  アメリカ合衆国）
- 19日
  - ニューヨークの休日（ アメリカ合衆国）
- 24日
  - 五月の七日間（ アメリカ合衆国）
- 29日
  - 蟻地獄作戦 （ 日本）
  - モスラ対ゴジラ （ 日本）

### 5月
- 1日
  - 狼少年ケン ジャングル最大の作戦 おばけ嫌い （ 日本）
  - 去年マリエンバートで （ イタリア /  フランス）
- 9日
  - 越後つついし親不知 （ 日本）
- 16日
  - ひばり・チエミ・いづみ 三人よれば （ 日本）
  - 僕はボデイガード （ 日本）
- 20日
  - 遠い喇叭 （ アメリカ合衆国）
- 23日
  - 獣の戯れ （ 日本）
  - 沈黙 （ スウェーデン）
  - 眠狂四郎円月斬り （ 日本）
- 26日
  - 生きている狼 （ 日本）
- 30日
  - 君も出世ができる （ 日本）
  - 壮烈!ブランデンブルグ師団 （ ドイツ）
  - ただいま診察中 （ 日本）
  - パリで一緒に （ アメリカ合衆国）[1]

### 6月
- 1日
  - 昨日・今日・明日 （ イタリア /  フランス）
- 10日
  - ズール戦争 （ イギリス）
- 11日
  - 喜劇 駅前怪談 （ 日本）
  - 日本一のホラ吹き男 （ 日本）
- 14日
  - 狼少年ケン 月夜の出来事 （ 日本）
  - 白い肌に狂う鞭 （ イタリア /  フランス）
- 18日
  - 太陽西から昇る （ 日本）
- 20日
  - 銃殺 （ 日本）
- 21日
  - 白日夢 （ 日本）
- 30日
  - 恐るべき女子学生 思春期前期 （ 日本）

### 7月
- 1日
  - 血とダイヤモンド （ 日本）
  - 裸の重役 （ 日本）
- 9日
  - 追い越し野郎 （ イタリア）
- 10日
  - 鏡の中にある如く （ スウェーデン）
  - サミー南へ行く （ イギリス）
- 11日
  - 悪の紋章 （ 日本）
  - 座頭市あばれ凧 （ 日本）
  - 忍びの者 霧隠才蔵 （ 日本）
  - 無責任遊侠伝 （ 日本）
- 12日
  - 鉄火場破り （ 日本）
- 18日
  - モデル連続殺人! （ イタリア）
  - ローマ帝国の滅亡 （ アメリカ合衆国）
- 21日
  - まんが大行進 （ 日本）
    - エイトマン　ロボット007 / 光線銃レーサー
    - 狼少年ケン サーカスから来た仲間
    - 少年忍者風のフジ丸 謎のアラビヤ人形
    - 鉄人28号　ミラクル魔術団／海底基地
- 25日
  - 633爆撃隊 （ イギリス）
- 26日
  - 鉄腕アトム 宇宙の勇者 （ 日本）
- 28日
  - まんが大行進 （ 日本）
    - 忍者部隊月光

### 8月
- 1日
  - がらくた （ 日本）
  - 続 隠密剣士 （ 日本）
  - 天才詐欺師物語 狸の花道 （ 日本）
  - 夢のハワイで盆踊り （ 日本）
- 5日
  - さすらいの賭博師 （ 日本）
- 8日
  - 悪名太鼓 （ 日本）
  - フラバァ・デラックス （ アメリカ合衆国）
  - 無宿者 （ 日本）
- 11日
  - 宇宙大怪獣ドゴラ （ 日本）
  - 喜劇 駅前音頭 （ 日本）
- 13日
  - 御金蔵破り （ 日本）
  - 日本侠客伝 （ 日本）
- 20日
  - ミスタア・パルバー （ アメリカ合衆国）

### 9月
- 5日
  - 大喧嘩 （ 日本）
  - 忍者狩り （ 日本）
- 16日
  - 間諜 （ 日本）
  - 列車大襲撃 （ 日本）
- 19日
  - 甘い汗 （ 日本）
  - 女体 （ 日本）
- 22日
  - アメリカ アメリカ （ アメリカ合衆国）
- 26日
  - 侵略戦線 （ アメリカ合衆国）

### 10月
- 3日
  - 俺たちの血が許さない （ 日本）
  - くノ一忍法 （ 日本）
  - 散歩する霊柩車 （ 日本）
  - 非行少年 （ 日本）
- 4日
  - シェルブールの雨傘 （ フランス）
- 6日
  - 博士の異常な愛情 または私は如何にして心配するのを止めて水爆を愛するようになったか （ イギリス /  アメリカ合衆国）
- 10日
  - 何という行き方! （ アメリカ合衆国）
- 11日
  - 潜水艦轟沈す （ イギリス）
- 17日
  - 座頭市血笑旅 （ 日本）
  - 眠狂四郎女妖剣 （ 日本）
- 23日
  - さすらいの狼 （ フランス /  イタリア）
- 24日
  - 野のユリ （ アメリカ合衆国）
- 25日
  - 鎖の大陸 （ イタリア）
  - リオの男 （ フランス /  イタリア）
- 27日
  - 日本拷問刑罰史 （ 日本）
  - 不時着 （ アメリカ合衆国）
  - マリアンの友だち （ アメリカ合衆国）
- 30日
  - 喜劇 駅前天神 （ 日本）
  - 黒いダイスが俺を呼ぶ （ 日本）
  - ホラ吹き太閤記 （ 日本）
  - 敗れざるもの （ 日本）

### 11月
- 14日
  - 検事霧島三郎 （ 日本）
  - 博徒ざむらい （ 日本）
- 20日
  - サンドカン総攻撃 （ イタリア /  フランス /  スペイン）
  - 日曜日には鼠を殺せ （ アメリカ合衆国）
- 21日
  - アイドルを探せ （ フランス）
- 22日
  - 執炎 （ 日本）

### 12月
- 1日
  - 流網船 （ イギリス）
  - マイ・フェア・レディ （ アメリカ合衆国）[1]
- 3日
  - 底抜けいいカモ （ アメリカ合衆国
- 12日
  - くノ一化粧 （ 日本）
  - 青春カーニバル （ アメリカ合衆国）
  - 幕末残酷物語 （ 日本）
- 17日
  - 大列車作戦 （ アメリカ合衆国）
- 18日
  - トプカピ （ アメリカ合衆国）
- 19日
  - 男の紋章 喧嘩状 （ 日本）
  - ギター抱えたひとり旅 （ 日本）
  - サーカスの世界 （ アメリカ合衆国）
  - シャイアン （ アメリカ合衆国）
- 20日
  - 三大怪獣 地球最大の決戦 （ 日本）
  - 花のお江戸の無責任 （ 日本）
- 26日
  - 河内ぞろ 喧嘩軍鶏 （ 日本）
  - 暴行 （ アメリカ合衆国）
- 29日
  - 怪談 （ 日本）
- 30日
  - 座頭市関所破り （ 日本）
  - 忍びの者 続・霧隠才蔵 （ 日本）
- 31日
  - 黒い海峡 （ 日本）
  - 若草物語 （ 日本）